# Richard DiMarchi
Richard DiMarchi (* 5. Dezember 1952)  ist ein US-amerikanischer pharmazeutischer Chemiker (Peptidchemie).
DiMarchi studierte an der Florida Atlantic University mit dem Bachelor-Abschluss und an der  Indiana University, an der er 1979 promoviert wurde. Er war beim Pharmakonzern Eli  Lilly and Company, wo er Vizepräsident wurde, und danach bei Novo Nordisk.
Er ist Distinguished Professor und Linda & Jack Gill Professor an der Indiana University und Chairman von deren Abteilung für biomolekulare Wissenschaft.
Bei Eli Lilly war er wesentlich an der Entwicklung der auf rekombinanter DNA-Technologie basierenden Medikamente mit den Handelsnamen Humalog (ein Insulinpräparat, Insulin lispro), rGlucagon (Glucagon) und Forteo (Teriparatid, gegen Osteoporose) beteiligt. Insbesondere Humalog ist ein Blockbuster von Eli Lilly und einer der ersten mit rekombinanter DNA-Technologie struktur-optimierter Proteine.
DiMarchi befasste sich mit der Biochemie und physiologischen Wirkung des Hormons Glucagon, das in der Leber dafür sorgt, dass Zucker in den Blutkreislauf gelangt und bei den meisten Diabetikern nur vermindert produziert wird. DiMarchi gelang bei Eli Lilly die Entwicklung eines synthetischen Analogons zu Glucagen mit besseren physiko-chemischen Eigenschaften – es ist stabiler über weite Bereiche der Raumtemperatur und löst sich besser in Wasser im Gegensatz zu natürlichem Glucagon.
Mit Matthias Tschöp und anderen entwickelte er ein Triple-Hormonmolekül entsprechend  GLP-1, GIP und Glucagon, ein multipler Agonist in Form eines einzelnen Moleküls, der als erfolgversprechender Kandidat für Medikamente gegen Diabetes Typ 2 und Übergewicht gilt.
Er war seit 2003 auch Mitgründer einiger Pharma- und Biotech-Startups wie Ambrx,  Marcadia, Calibrium, MB2, Assembly, MBX und PhySci Pharmaceuticals (für ein Glucagon-Analogon in Carmel (Indiana)).
2005 erhielt er als dritter Preisträger den Innovator of the Year Award der Indiana University (CCIP). 2011 erhielt er den R. Bruce Merrifield Award, 2015 die Max-Bergmann-Medaille und im selben Jahr den Meienhofer-Preis und 2016 den Alfred Burger Award in Medicinal Chemistry. Er ist seit 2014 Mitglied der National Inventors Hall of Fame für die Entwicklung von Insulinpräparaten. 2014 erhielt er mit Matthias Tschöp und anderen den Erwin-Schrödinger-Preis. Er ist Mitglied der National Academy of Medicine.
Er ist Ko-Autor von rund 250 wissenschaftlichen Aufsätzen und Ko-Halter von über einhundert US-Patenten.
DiMarchi war über ein Jahrzehnt Sprecher der Peptide Therapeutics Foundation.